# Mark De Man
Mark De Man (Lovaina, 27 de abril de 1983) é um futebolista belga que atua como meio-campista, joga no KFC Germinal Beerschot.